# Residencias el Prado
Residencias el Prado är en ort i Mexiko.   Den ligger i kommunen Tonalá och delstaten Jalisco, i den centrala delen av landet, 400 km väster om huvudstaden Mexico City. Residencias el Prado ligger 1 444 meter över havet och antalet invånare är 753.
Terrängen runt Residencias el Prado är kuperad norrut, men söderut är den platt. Runt Residencias el Prado är det ganska tätbefolkat, med 96 invånare per kvadratkilometer. Närmaste större samhälle är Guadalajara, 18,1 km väster om Residencias el Prado. Omgivningarna runt Residencias el Prado är en mosaik av jordbruksmark och naturlig växtlighet.